# Gerbilliscus brantsii
Gerbilliscus brantsii — вид гризунів, що зустрічається в Анголі, Ботсвані, Лесото, Намібії, Південній Африці, Есватіні, Замбії та Зімбабве. Його природними середовищами існування є сухі савани, помірні чагарники, субтропічні або тропічні сухі чагарники, помірні луки та помірні пустелі. Це поширений вид із широким ареалом, і Міжнародний союз охорони природи оцінив його як «найменше занепокоєний» станом на 2008 рік.

## Опис
G. brantsii — це вид середнього розміру з м'яким пухнастим хутром, окремі волоски мають шевронні візерунки. Довжина голови й тіла досягає приблизно 135 мм. Голова вузька, з довгими вусами і загостреною мордою. Очі великі, підборіддя біле, вуха довгі, із закругленими кінчиками. Верхня частина блідо-червоно-коричнева, розмита коричневим. Нижня частина тіла білувата або блідо-вохристо-сіра. Задні лапи значно довші за передні. Хвіст довгий, приблизно такої ж довжини, як голова і тулуб. Проксимальна половина хвоста такого ж кольору, як і верхня частина тварини, а дистальна біла.

## Екологія
Це тварини високого рівня комунікабельності, кілька особин живуть поруч одна з одною. G. brantsii риють складні нори в пухкому піщаному ґрунті, яка може простягатися на 6 метрів. Є кілька входів і одна гніздова камера. Тварина веде нічний спосіб життя і в основному активна в сутінках і на світанку. Його раціон складається з рослинного матеріалу, включаючи зелені частини та коріння, і невеликої кількості комах. Самиці можуть мати п'ять-шість виводків на рік. Вагітність триває близько трьох тижнів, а розмір виводку в середньому становить три дитинчати.